# Ивановское 1-е (Нижегородская область)
 Ивановское 1-е  — деревня в Тоншаевском районе Нижегородской области.

## География
Расположено на расстоянии примерно 6 км на юг-юго-восток по прямой от районного центра посёлка Тоншаево.

## История
Известна с 1872 года как починок Ивановский первый (Томары) с 3 дворами и 17 жителями. С 2004 по 2020 год в составе Ложкинского сельсовета. Фактически превратилась в часть деревни Сухой Овраг.

## Население
Постоянное население составляло 5 человека (русские 40%, мари 60%) в 2002 году, 0 в 2010.